# 柳州府
柳州府，中国明清时设立的府。

柳州府在广西省的位置（1820年）

明朝洪武元年（1368年）改柳州路為柳州府，領州二，領縣十。清朝屬廣西省。衝，難。右江道駐，府隸焉。順治初年，因明舊為府。雍正三年（1725年），升賓州為賓州直隸州，以柳州府屬之來賓縣、武宣縣、遷江縣、上林縣四縣隸之。十二年（1734年），降賓州直隸州為賓州，隸思恩府，來賓縣還屬。有柳慶鎮標左右營、柳州城守營駐防。提督舊駐府，光緒十二年（1886年）設太平歸順道，駐龍州廳，置柳慶鎮總兵官駐。領州一，縣七：馬平縣、雒容縣、羅城縣、柳城縣、懷遠縣、來賓縣、融縣、象州縣。1913年廢。

## 延伸阅读
[在维基数据编辑]
 《欽定古今圖書集成·方輿彙編·職方典·柳州府部》，出自陈梦雷《古今圖書集成》